# Sachs (entreprise)
Pour les articles homonymes, voir Sachs.
Sachs Bikes (1886) ou simplement Sachs est une marque de bicyclette (1894) et de moto (1905) allemande, basée à Nuremberg. Des parts de l'entreprise existent aujourd'hui sous le nom ZF Sachs.

## Historique[1]

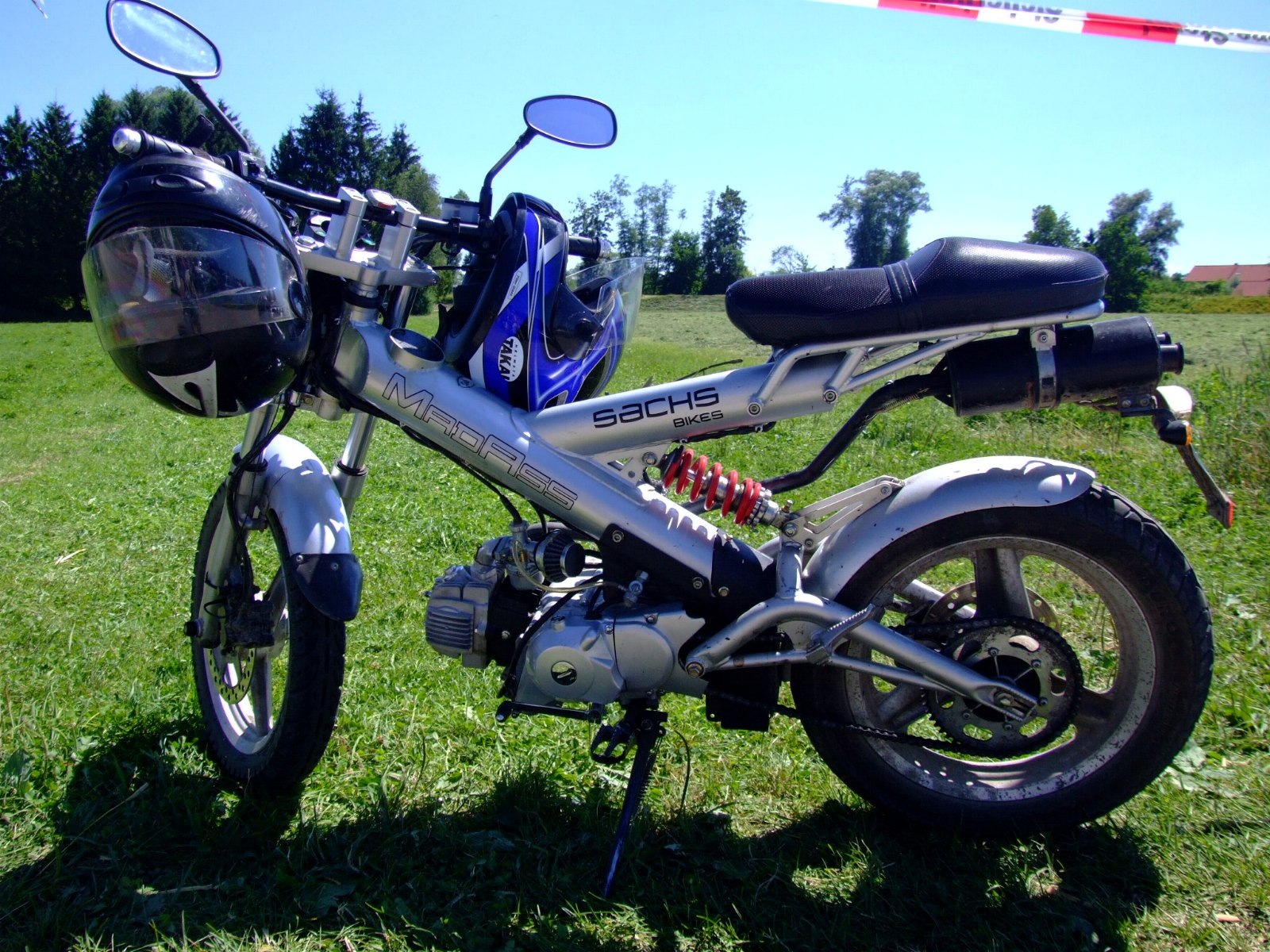
Un MadAss.

L'histoire de la marque SACHS commence en 1894, lorsque l'outilleur Ernst Sachs, à l'origine du nom de l'entreprise, dépose sa première demande de brevet pour le moyeu d'une roue de bicyclette. Une année plus tard, il fonde l'usine de roulements à billes de précision << Schwein- furter Präzisionskugellager-Werke Fichtel & Sachs » avec Karl Fichtel, un commerçant et financier.
- 1894 : Fabrication de près de 5 000 bicyclettes.
- 1895 : Déménagement des ateliers de Neumarkt à Nuremberg.
- 1898 : Développement par Hercules d'un véhicule électrique d'une vitesse maximale de 40 km/h et d'une autonomie de 40 kilomètres.
- 1905 : Fabrication des premières motos et début de la production de camions de 1,2 tonne de charge utile.
- 1928 : Début de la production de motos équipées de moteurs JAP, Villiers, Moser, Bark, Sturmey-Archer et Sachs.
- 1930 : Fabrication de voitures à trois roues de 200 cm3 - Dreiradautos.
- 1945 : Après la Seconde Guerre mondiale, nouveau départ avec 30 collaborateurs. D'abord fabrication de bidons de lait, puis production de bicyclettes. Plus tard viendra la fabrication de motos avec un moteur de 98 cm3, puis d'un modèle à moteur Ilo de 125 cm3.
- 1951 : Record du monde de Georg Dotterweich : avec un vélo équipé d'un moteur auxiliaire de 50 cm3, il atteint la vitesse moyenne de 79 km/h.
- 1956 : Collaboration avec Hercules, construction de la K100 avec un moteur Sachs de 98 cm3.
- 1962 : Livraison du moteur Sachs 50/5. Production du modèle populaire K50.
- 1963 : Reprise de Hercules- Werke GmbH par Sachs.
- 1964 : De nombreux succès sportifs sont remportés par 222 pilotes d'usine et privés : 1 049 médailles d'or, 151 d'argent et 58 médailles de bronze.
- 1965 : Rachat de Zweirad-Union avec les marques Victoria, Express et DKW.
Invention du prédécesseur des quads actuels nommé « KRAKA » (Kraftkarren). Quadricycle tous-terrain polyvalent de seulement 528 kg, d'une cylindrée de 400 cm3 et d'une puissance de 18 ch, offrant de nombreuses possibilités d'utilisation dans les zones urbaines, rurales ou pour l'armée.

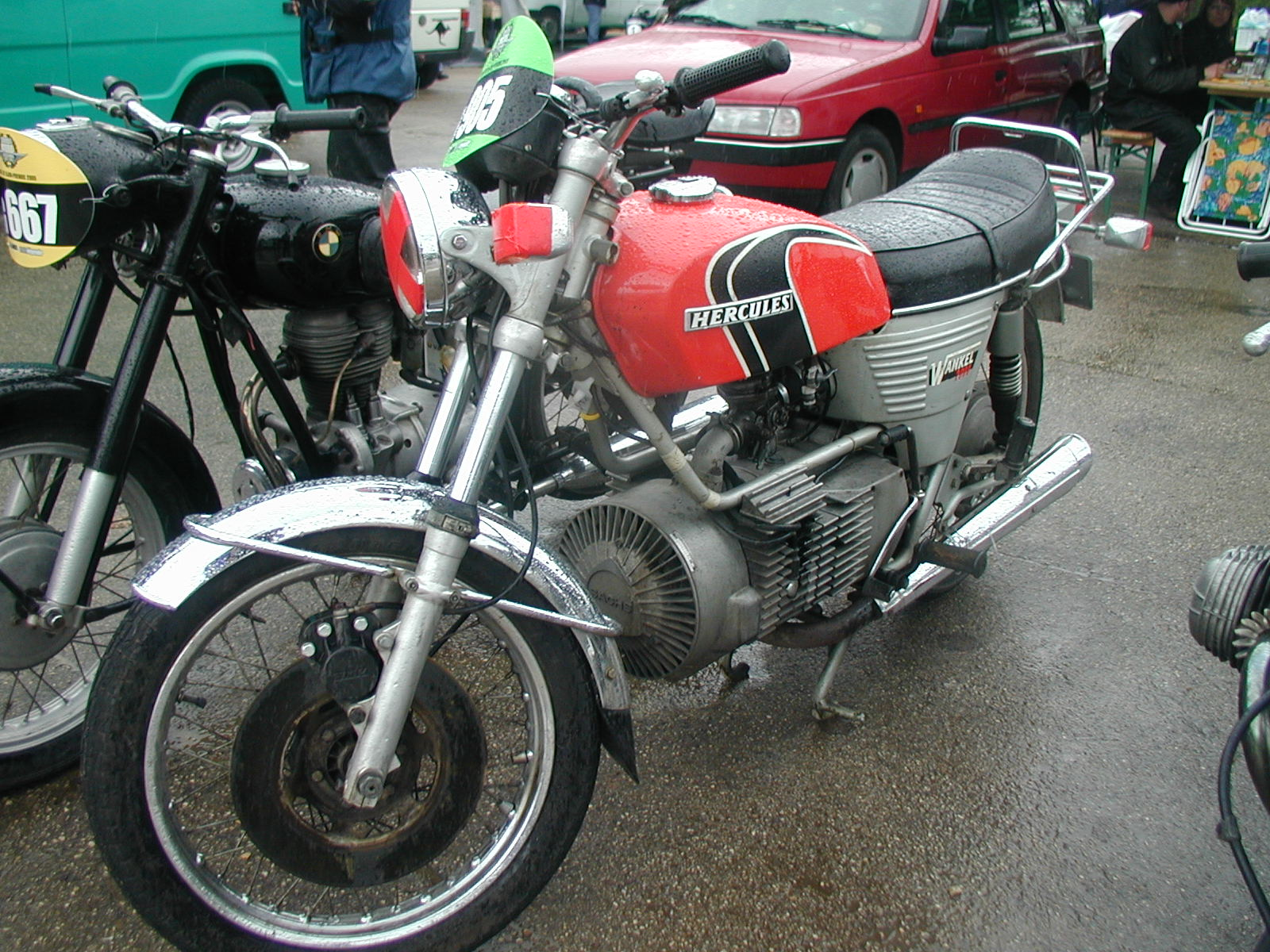
La Hercules W-2000, à piston rotatif.

- 1974 : Présentation de la Hercules W-2000, la première moto de série au monde équipée d'un moteur rotatif (moteur Wankel Sachs).
- 1983 : Prise de participation dans MBK société créée pour la reprise des actifs de Motobécane à laquelle Sachs fournira des moteurs pour une nouvelle ligne de cyclomoteurs.
- 1987 : Introduction de la Saxonette (bicyclette équipée d'un moteur de 30 cm3 - Radnabenmotor).
- 1990 : Présentation du premier cyclomoteur électrique fabriqué en série à l'IFMA (devenue Intermot) de Cologne.
- 1991 : Hercules construit la motocyclette K 180 BW pour les forces armées allemandes.
- 1992 : Production de l'Enduro 180 pour la Bundeswehr.
- 1995 : Vente du département vélos au groupe néerlandais ATAG. Le département moteurs est renommé « Sachs Fahrzeug- und Motorentechnik GmbH ».
- 1997 : Développement et production d'une nouvelle série 125 cm3. Conclusion du contrat avec Daimler-Benz sur la production du vélo hybride Mercedes.
- 1998 : Sachs Fahrzeug- und Motorentechnik GmbH est vendu au groupe néerlandais Dutch Winning Wheels Group.
- 1999 : Développement des roadsters 650 et 800.
- 2000 : Présentation de la gamme roadster de 650 cm3 et 800 cm3 et début de la production. Présentation de la Sachs Beast 1 000 cm3 au plus grand salon de la moto dans le monde, l'Intermot de Munich.
- 2002 : En avril, Sachs commence la production d'une édition limitée de la légendaire Münch Mammut 2000, la moto de série la plus puissante et la plus chère au monde (260 ch, 354 kg).
- 2003 : Introduction des premiers vélos électroniques avec récupération d'énergie (autonomie jusqu'à 80 km).
- 2004 : Fusion des deux constructeurs traditionnels de deux-roues de Nuremberg, Sachs Fahrzeug- und Motorentechnik GmbH et Zweirad Union Grundbesitz AG.
- 2005 : 100 ans de production en série de véhicules motorisés. Retour sur le marché des États-Unis avec le modèle MadAss. Création du Sachs Bikes Owners Club.
- 2006 : Introduction et production en série du MadAss 125.
- 2007 : Présentation des quads 4rock 450 et 650 et du scooter Quattrocento équipé d'un moteur de 400 cm3.
- 2008 : SACHS Fahrzeug- und Motorentechnik GmbH devient « SFM GmbH ». Introduction des modèles 50 cm3 Speedjet et Speedforce et du scooter 125 cm3 Futuro.

Sachs est également un grand fabricant de moteurs diffusé dans le monde entier. Les moteurs Sachs 125 cm3 (deux temps à 7 vitesses) ont équipé de nombreuses motocyclettes sportives dans les années 1970 (Gauthier, par exemple).

## Production
Actuellement, Sachs produit plus de petites cylindrées que de grosses, articulées autour de trois moteurs :
- un 125 cm3 quatre temps qui équipe la sportive XTC, le trail X-Road et le VTT motorisé MadAss, disponible en 50 et 125 cm3 ;
- un monocylindre de 650 cm3 sur un roadster ;
- un bicylindre en V de 800 cm3 sur un roadster.